# Сулутор (Кордайский район)
Сулутор или Сулоторы (каз. Сұлутор, до 1990-х — Малоархангельское) — село в Кордайском районе Жамбылской области Казахстана. Административный центр Сулуторского сельского округа. Код КАТО — 314856100.

## Население
В 1999 году население села составляло 1346 человек (682 мужчины и 664 женщины). По данным переписи 2009 года, в селе проживало 966 человек (486 мужчин и 480 женщин).

## Известные жители и уроженцы
- Ыскакбай, Марал Ыскакбаевич — казахский писатель, общественный деятель.